# Szalaházi Tamás
Szalaházi Tamás, olykor Zalaházy (1473 körül – 1535. február 10. után) megyéspüspök.

## Életútja
Tanulmányait elvégezve Beregszászon plébános, II. Lajos királynak 1519-ben levéltárnoka, majd szentszéki jegyző és főesperes. Küzdött a protestantizmus ellen. 1525-ben választott veszprémi püspök, a király rendeletére a királyné mellett maradt, akit a mohácsi csatavesztés után Pozsonyba kísért. Helyette a mohácsi csatában dalkai Hathalmy Lázár veszprémi várnagy harcolt; végül a csatatéren ottmaradt a veszprémi püspökség 200 főnyi, Hathalmy Lázár veszprémi várnagy által vezetett bandériuma. Habsburg Ferdinánd pártjára állott. 1527-ben az országgyűlésen, ahol Szapolyai kegyvesztetté nyilvánította, több főurat I. Ferdinánd pártjára csábított, aki 1526. november 1-jén egri püspökké és kancellárrá nevezte ki. Inkább a politikával, mint egyházi ügyekkel foglalkozott, 1527-ben és 1537-ben visszafoglalta Veszprémet a Szapolyai-pártiaktól. 1528-ban Magyarország kormányzója volt a regensburgi birodalmi gyűlés idején.
1530 januárjában Egert elfoglalták Szapolyai János hadai, aki olasz bizalmasát, Lodovico Grittit nevezte ki egri püspökké, aki nem volt felszentelt pap, ezért csak a püspökség javadalmait élvezte. Gritti magát egri választott püspöknek nevezte. Szalaházi 1532-ben leveleket írt a Szapolyai-párti főurakhoz, hogy Ferdinándhoz csatlakozzanak és egyesítsék erejüket a török veszedelem ellen. A püspöki birtokok kezelését familiárisára, Csoron Andrásra bízta, ki egy részét saját birtokává tette. Szalaházi saját rokonát, Kecsethy Mártont segítette 1527-ben a veszprémi püspöki székbe.